# Prhati (Višnjan)
Pour les articles homonymes, voir Prhati.
Prhati (en italien : Percati) est une localité de Croatie située en Istrie, dans la municipalité de Višnjan, dans le comitat d'Istrie. En 2001, la localité comptait 65 habitants.

## Démographie
| 1948 | 1953 | 1961 | 1971 | 1981 | 1991 | 2001 |
| ---- | ---- | ---- | ---- | ---- | ---- | ---- |
| 124  | 114  | 97   | 102  | 88   | 77   | 65   |